# Saló de la Rue des Moulins
Saló de la Rue des Moulins és un quadre d'Henri de Toulouse-Lautrec. Està realitzat a l'oli sobre llenç. Fa 111,5 cm d'alt i 132,5 cm d'ample. El pintà cap a 1894, i es troba actualment al Museu Toulouse-Lautrec, Albi, Occitània, estat francés. També és conegut com Al saló del bordell de la rue des Moulins.

Estudi al pastís per a aquest quadre

Toulouse-Lautrec freqüentava els prostíbuls, com aquest del carrer des Moulins de París. Acudia com a client, però també com a testimoni, en companyia del seu cosí, el doctor Tapié de Celeyran. A vegades hi passava setmanes senceres, pintant la vida quotidiana de les prostitutes. És un dels seus temes favorits, com les ballarines, les actrius o els cantants, una representació de la vida nocturna del París de finals del XIX.
Toulouse-Lautrec en feu alguns esbossos abans d'executar la pintura definitiva. En aquest oli representa el decadent interior d'un bordell luxós. S'hi veu algunes prostitutes esperant els clients als divans de vellut roig. La figura amb el monyo enlaire i vestit rosa de coll alt, que contrasta amb el lleu vestit de les altres dones, és la «governanta» o la «madame», que dirigeix a les prostitutes una mirada avaluadora, però quasi compassiva; està en una posició tibant i sembla preocupada.
Al seu costat és Mireille, la preferida del pintor, amb vestit blau i sabates de taló, seguda relaxada. Toulouse-Lautrec representa amb més simpatia les prostitutes que els proxenetes.
El quadre està dominat pel color. La composició està descentrada, deixa espais buits. Això, unit a una obertura al fons per on entra la llum, aconsegueix donar sensació de profunditat al quadre. La llum dona als escots de les prostitutes, mentre que les cares queden en ombra.